# Успінська волость (Верхньодніпровський повіт)
Успінська волость — історична адміністративно-територіальна одиниця Верхньодніпровського повіту Катеринославської губернії.
Станом на 1886 рік складалася з 6 поселень, 5 сільських громад. Населення — 3971 особа (2053 чоловічої статі та 1918 — жіночої), 710 дворових господарств.
|                     | Площа, десятин | У тому числі орної, дес. |
| ------------------- | -------------- | ------------------------ |
| Сільських громад    | 5870           | 3825                     |
| Приватної власності | 5310           | 1164                     |
| Казенної власності  | 814            | 256                      |
| Іншої власності     | 50             | 25                       |
| Загалом             | 12044          | 5270                     |

Найбільші поселення волості:
- Успінське (Тахтієвка, Плахтіївка) — село при Дніпрі в 60 верстах від повітового міста, 1830 осіб, 350 двори, православна церква, школа, етапне приміщення, 4 лавки, ярмарок.
- Млинок (Високі Кургани, Ново-Паніківці) — село при річці Омельник, 638 осіб, 100 дворів, лавка.
- Троїцьке (Чикалівка) — село при Дніпрі, 737 осіб, 136 двори, лавка.

За даними на 1908 рік з'явилося поселення Камінно-Потоцьке (без мешканців та відокремленої території), загальне населення волості зросло до 6 830 осіб (3451 чоловічої статі та 3379 — жіночої), 1105 дворових господарств.